# Kophosphaera brevilamina
Kophosphaera brevilamina är en mångfotingart som beskrevs av Carl Graf Attems 1936. Kophosphaera brevilamina ingår i släktet Kophosphaera och familjen Zephroniidae. Inga underarter finns listade i Catalogue of Life.